# Экхарт, Ян
Ян Э́кхарт (нем. Jan Eckhart) — немецкий кёрлингист.
В составе мужской сборной ФРГ участник чемпионата мира 1977 (заняли восьмое место) и чемпионата Европы 1976 (заняли седьмое место).
Играл на позиции первого.

## Команды
| Сезон   | Четвёртый  | Третий         | Второй           | Первый    | Турниры                             |
| ------- | ---------- | -------------- | ---------------- | --------- | ----------------------------------- |
| 1976—77 | Клаус Канц | Манфред Шульце | Ханс Эстеррайхер | Ян Экхарт | ЧЕ 1976 (7 место) ЧМ 1977 (8 место) |

(скипы выделены полужирным шрифтом)